# Phytomyza isicae
Phytomyza isicae är en tvåvingeart som beskrevs av Erich Martin Hering 1962. Phytomyza isicae ingår i släktet Phytomyza, och familjen minerarflugor. Arten har ej påträffats i Sverige.